# Newell (Dacota do Sul)
Newell é uma cidade localizada no estado norte-americano de Dacota do Sul, no Condado de Butte.

## Demografia
Segundo o censo norte-americano de 2000, a sua população era de 646 habitantes.
Em 2006, foi estimada uma população de 631, um decréscimo de 15 (-2.3%).

## Geografia
De acordo com o United States Census Bureau tem uma área de
2,6 km², dos quais 2,6 km² cobertos por terra e 0,0 km² cobertos por água. Newell localiza-se a aproximadamente 864 m acima do nível do mar.

## Localidades na vizinhança
O diagrama seguinte representa as localidades num raio de 36 km ao redor de Newell.